# 배명진 (배우)
배명진(1986년 10월 15일 ~ )은 대한민국의 배우이다.

## 이력
2006년 연극배우 첫 데뷔하였고 이듬해 2007년 뮤지컬배우 데뷔하였다.

## 학력
- 동서대학교 뮤지컬과

## 출연작

### 방송
- 캐스팅 콜 (2018년) - 3위

### 영화
- 《탈출: 프로젝트 사일런스》 (2024년) - 통재실 직원 2 역
- 《시민덕희》 (2024년) - 덩치 3 역
- 《뜨거운 피》 (2022년) - 대영 역
- 《갓길로 달리는 코뿔소》 (2022년) - 코치 역
- 《샤크 : 더 비기닝》 (2021년) - 이원준 역
- 《나의 특별한 형제》 (2019년) - 사랑의 집 남자 역
- 《도어락》 (2018년) - 경찰 1 역
- 《보안관》 (2017년)
- 《프리즌》 (2017년)

### 드라마
- 《tvN 드라마 스테이지 - 박대리의 은밀한 사생활》 (2017년, tvN)
- 《투깝스》 (2017년, MBC)
- 《낭만닥터 김사부》 (2016년, SBS)
- 《화정》 (2015년, MBC)
- 《미녀의 탄생》 (2014년, SBS)
- 《낭만닥터 김사부 2》 (2020년, SBS) - 허영규 역
- 《홍천기》 (2021년, SBS) - 박사력 역
- 《살인자의 쇼핑목록》 (2022년, tvN) - 지웅 역
- 《최악의 악》 (2023년, Disney+)
- 《웰컴투 삼달리》 (2023년, JTBC) - 차은우 역
- 《드라마 스페셜 - 모퉁이를 돌면》 (2024년, KBS2)
- 《샤크: 더 스톰》 (2025년, TVING) - 이원준 역
- 《트라이 : 우리는 기적이 된다》 (2025년, SBS) - 마석봉 역

### 뮤지컬
- 《당신만이》
- 《대박포차》
- 《연애의 목적》
- 《젊음의 행진》
- 《스페셜레터》
- 《친정엄마》
- 《우연히 행복해지다》
- 《PLAY 5 Man Kind History》

### 연극
- 《망각의 전쟁》
- 《누벨바그르드》
- 《사막의 화장실》

## 수상
- 2006년 부산연극제 대상
- 2006년 전국연극제 금상